# Pithaali
Pithaali eller Mənda (även känd som Milli Bhaat och Milani) är en traditionell salt maträtt med ursprung i distriktet Jamalpur i Mymensingh-divisionen i Bangladesh.